# Dysgonia japonibia
Dysgonia japonibia là một loài bướm đêm trong họ Erebidae.